# Ernesto Aguirre
Ernesto Ricardo Aguirre Castro (10 luglio 1963) è un ex calciatore peruviano, di ruolo attaccante.